# معبد النار أذرجو
معبد النار أذرجو (بالفارسية: آتشکده آذرجو) هو معبد نار تاريخي يعود إلى عصر الساسانيين، ويقع في داراب.